# Lítla Dímun
Lítla Dímun (denominada en danés Lille Dimon) es la menor de las dieciocho islas que componen el archipiélago de las islas Feroe, región situada en el mar de Noruega. Actualmente, es el único territorio de dicho grupo de islas sin población permanente.
Su nombre proviene de un antiguo término céltico y significa Dos Cerros, refiriéndose no solo a este territorio, sino también a la isla de Stóra Dímun. Lítla Dímun siempre ha estado relacionada, histórica y geográficamente, con la vecina Stóra Dímun. Desde el punto de vista administrativo, pertenece a la comuna de Hvalba, situada en la isla de Suðuroy. 
- Extensión: 0,8 km²
- Punto más alto: Slættirnir, 413 metros

La tercera parte de la isla está compuesta por un empinado acantilado, lo que ha supuesto su inaccesibilidad a lo largo de la historia. Hasta ahora, no ha habido nunca una colonia permanente humana, siendo los únicos pobladores grupos de ovejas y frailecillos.
Al igual que en la mayor parte de las islas, la vegetación consiste en hierba y pequeños arbustos. Cada verano, los propietarios de los rebaños situados en Lítla Dímun acceden a la isla escalando a través de cuerdas previamente colocadas en lugares estratégicos. Dicho acceso es solo posible bajo condiciones meteorológicas óptimas, ya que son frecuentes los días nublados y con poca visibilidad.
A pesar de su pequeño tamaño, la isla se ha ganado su sitio en la historia del archipiélago al haber sido el campo de batalla de un conflicto bélico ocurrido en el siglo XIII y recogido en el Færeyinga Saga (La Saga de los feroeses).

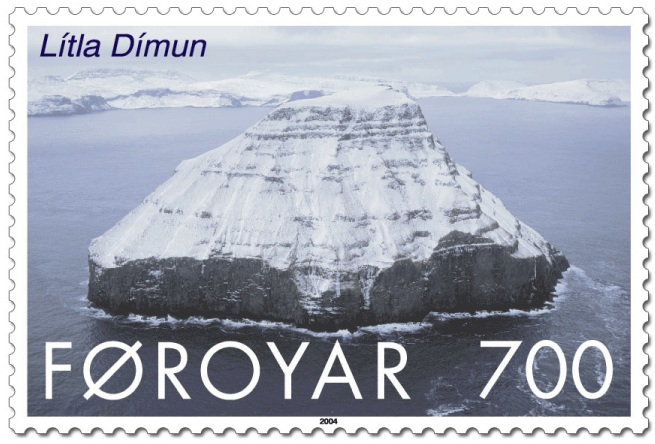
Vista invernal del islote reflejada en un sello de 2004.
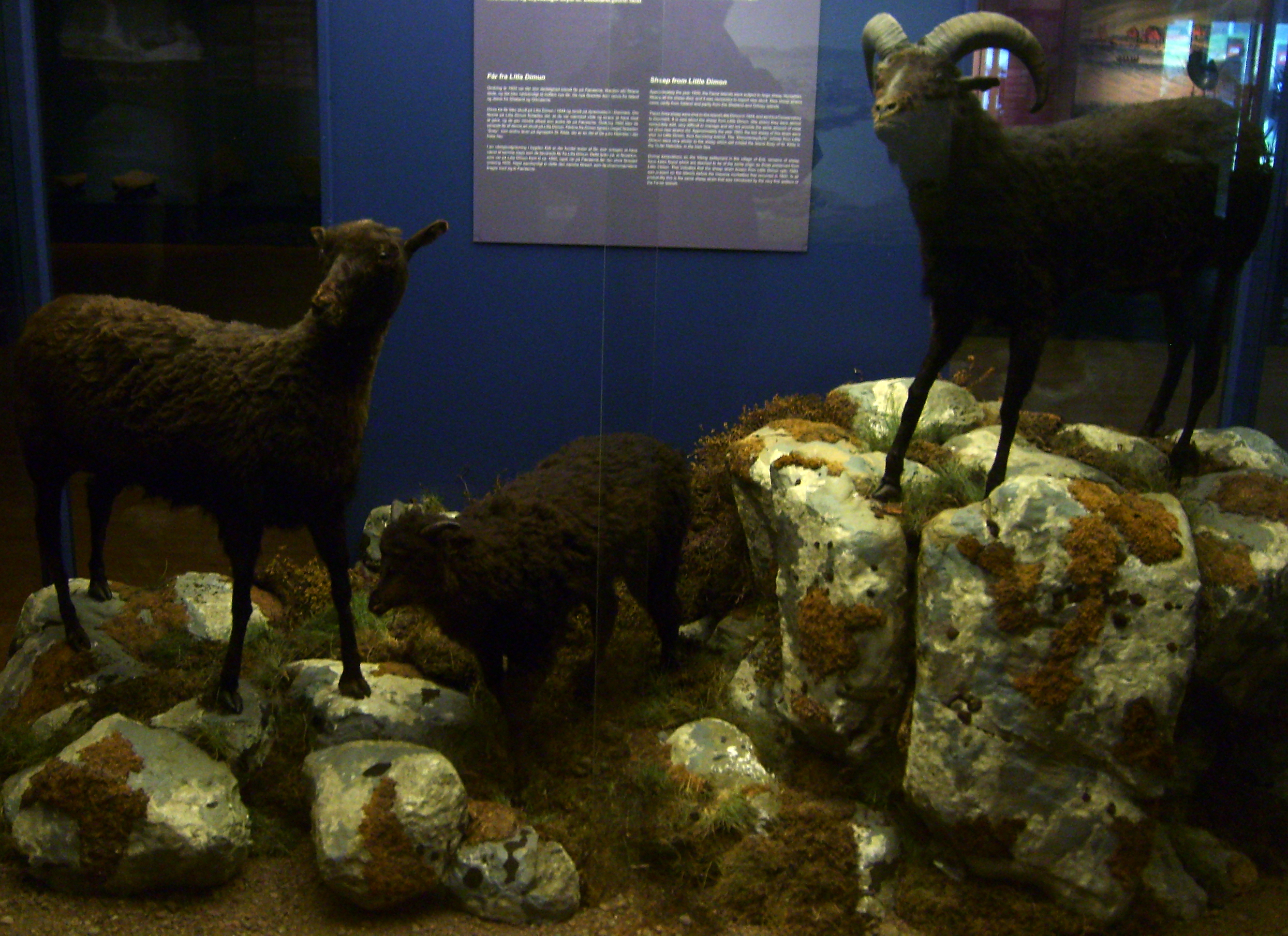
Ovejas "Dímunarseyðurin", cazadas en 1860, en el museo de Hoyvík.